# Salicicola archangelskyae
Salicicola archangelskyae är en insektsart som först beskrevs av Karl Hermann Leonhard Lindinger 1929.  Salicicola archangelskyae ingår i släktet Salicicola och familjen pansarsköldlöss. Inga underarter finns listade i Catalogue of Life.